# ادی پلیس (آریزونا)
ادی پلیس (به انگلیسی: Eddy Place) یک منطقهٔ مسکونی در ایالات متحده آمریکا است که در آریزونا واقع شده‌است. ادی پلیس ۱٬۳۶۹ متر بالاتر از سطح دریا واقع شده‌است.